# Marie Gevers

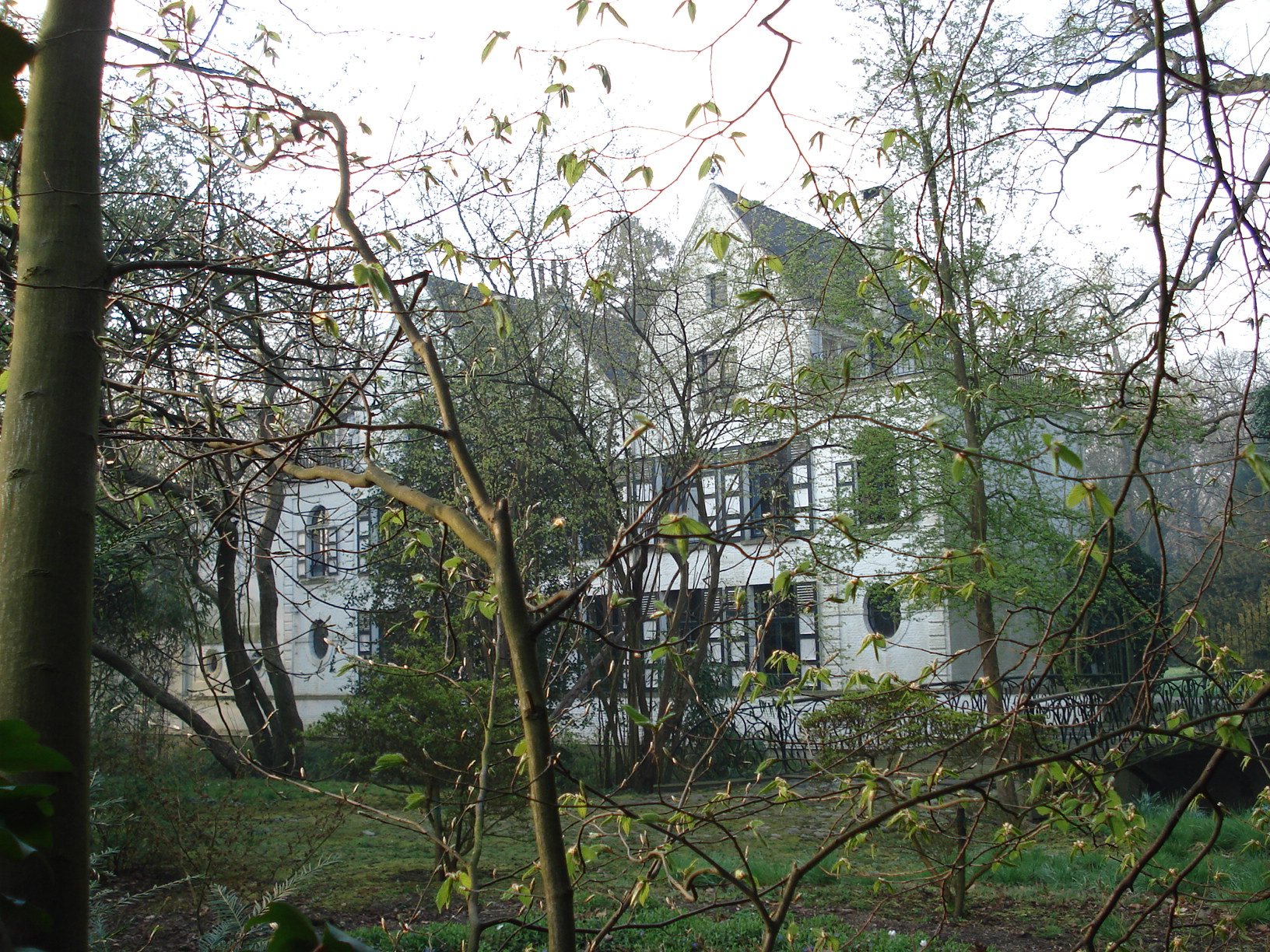
Mussenborg achtergevel

Marie Gevers (voluit Maria Theresia Carolina Fanny Gevers) (Edegem, 30 december 1883 – aldaar, 9 maart 1975) was een Vlaamse schrijfster die in het Frans publiceerde. Ze wordt vooral gezien als schrijfster van heimatliteratuur.

## Leven

### Familie
De familie Gevers kocht in 1868 het kasteel Mussenborg (ook Mussenburg of Missembourg) in Edegem. In 1883 werd Marie Gevers er geboren als dochter van Florent Gevers en Marie Tuyaerts. Haar vader was suikerfabrikant in Antwerpen, en haar moeder was de dochter van een voormalige burgemeester van Boom. Marie Gevers ging niet naar school, maar kreeg privé-onderwijs thuis. Ze raakte via een vriendin in contact met Emile Verhaeren, die haar aanspoorde om te gaan schrijven.
In 1904 ontmoette ze Frans Willems, met wie ze in 1908 trouwde. Ze vestigden zich na hun huwelijk in Mussenborg. Frans Willems was de kleinzoon van Jan Frans Willems, een belangrijke figuur in de Vlaamse Beweging. Ze kregen drie kinderen. Tijdens de Eerste Wereldoorlog vertrok Frans Willems naar Engeland, terwijl Marie Gevers tot 1916 in het Nederlandse Walcheren verbleef. Gedurende deze oorlog werkte ze onder het pseudoniem "Jean Maris" mee aan het kleine, clandestiene poëzietijdschrift "Le Melon bleu".

### Tweede Wereldoorlog
Hoewel ze zich nooit heeft uitgesproken voor de Nieuwe Orde, onderhield Marie Gevers duidelijk banden met milieus van culturele of intellectuele collaboratie. Zo beschreef ze in Le Nouveau Journal, het belangrijkste Franstalig-Belgisch collaboratiedagblad, de Duitse invloed op haar werk. In december 1943 publiceerde ze haar novelle "Une nuit de décembre" in "Wallonie", het tijdschrift van de collaborerende Communauté Culturelle Wallonne. Ze schreef ook het scenario voor de propagandafilm "Symphonie paysanne", geregisseerd door Henri Storck. Haar samenwerking met collaborerende pers en haar onthaal van Duitse officieren en andere collaborerende personen op Mussenborg werden door schrijversverenigingen zeer negatief beoordeeld. Ze kreeg een officiële blaam van de Académie royale de langue et de littérature françaises de Belgique, evenals van de Association des écrivains belges en werd ze een tijdlang uit de PEN-club gesloten.
Ook familiaal zorgde de periode van de Tweede Wereldoorlog voor leed: haar zoon Jean stierf in mei 1944 bij een bombardement op Mechelen, en haar man Frans Willems overleed in 1945.
Haar eerste werk na de oorlog zou in 1947 verschijnen: het kinderboek "Le voyage sur l’Escaut".
Marie Gevers overleed in 1975 op 91-jarige leeftijd. Haar kist werd bijgeplaatst in de familiegrafkelder op het kerkhof van Edegem.
Haar zoon Paul Willems werd later ook een (Franstalige) schrijver.

## Werk
Onder invloed van Emile Verhaeren en Max Elskamp begon Marie Gevers met dichtwerk. In 1907 verschenen haar eerste drie gedichten in het Brusselse tijdschrift Durendal. Later zorgde Verhaeren ervoor dat een aantal van haar gedichten werden gepubliceerd in het tijdschrift Mercure de France. Haar eerste dichtbundel, "Missenbourg", was al klaar in 1914, maar werd pas in 1917 uitgebracht. In 1931 verscheen haar eerste roman, "La comtesse des digues" (vertaald als "De dijkgravin"). Vanaf dat moment schreef ze voornamelijk romans en kinderboeken, en stopte ze met het schrijven van gedichten.
Haar werken zijn vaak autobiografisch en licht filosofisch geïnspireerd. Ze beschreef nauwgezet en gevoelig het plattelandsleven in Vlaanderen, vooral in de Scheldestreek. Hierdoor wordt ze voornamelijk beschouwd als een schrijfster van heimatliteratuur. Op een soms tedere en nostalgische manier vertelde ze over het dagelijks leven in het kasteel Mussenborg, waar ze woonde, evenals het landelijke leven in het begin van de 20e eeuw.
Marie Gevers vertaalde verschillende werken van andere schrijvers naar het Frans, waaronder "Hollands Glorie" van Jan de Hartog, enkele werken van Felix Timmermans, die ze persoonlijk kende en die haar kinderverzen "Almanach perpétuel des jeux d’enfants / Chansons de Marie Gevers" illustreerde met tekeningen, en "Moeder, waarom leven wij?" van Lode Zielens, die ze eveneens persoonlijk kende. Ze vertaalde ook de sprookjes van koningin Fabiola naar het Frans.

## Erkenning
- Voor haar dichtbundel "Antoinette" uit 1925 (genoemd naar haar dochter), ontving ze de Prix Eugène Schmitz
- In 1931 kreeg ze ter gelegenheid van het Belgisch Eeuwfeest de "Prix du Centenaire" voor haar dichtbundel "Brabançonne à travers les arbres".
- In 1934 kreeg ze de Prix Populiste (een Franse prijs, sinds 2012 de "Prix Eugène Dabit du roman populiste" genoemd) voor haar roman "Madame Orpha ou la sérénade de mai" uit 1933.[5]
- Op 9 april 1938 werd Gevers lid van de Académie royale de langue et de littérature françaises de Belgique. Zij was de eerste vrouw die hierin werd opgenomen.[6]
- In 1954 benoemde koning Boudewijn haar tot Grootofficier in de Kroonorde.[7]
- In 1958 werd ze Grootofficier in de Leopoldsorde.[8]
- In 1959 kreeg ze als bekroning voor haar carrière de Franstalig-Belgische prijs Prix quinquennal de littérature (ook de "Prix de couronnement de carrière" genoemd).[9]
- Ze stond ook weer enige tijd in de belangstelling toen haar boek Paix sur les champs in 1970 werd verfilmd door Jacques Boigelot en meedong naar de Oscar voor Beste Niet-Engelstalige Film.

## Trivia
Op de Scheldedijk in Bornem staat een standbeeld van "De dijkgravin", het hoofdpersonage van de gelijknamige roman van Marie Gevers. Het beeld werd gemaakt door beeldhouwster Mariette Coppens en opgericht in 1993.
In 1996 verscheen de afbeelding van Marie Gevers op een Belgische postzegel. Op de achtergrond stond kasteel Mussenborg getekend. De postzegel had een waarde van 30 frank.
- Bibsys: 90697111
- Biblioteca Nacional de España: XX1283781
- Bibliothèque nationale de France: cb120605095 (data)
- CiNii: DA04524502
- Digitale Bibliotheek voor de Nederlandse Letteren: geve004
- Gemeinsame Normdatei: 119332787
- International Standard Name Identifier: 0000 0001 1605 6357
- Library of Congress Control Number: n82164091
- Bibliotheek van het Japanse parlement: 001219038
- Nationale Bibliotheek van Tsjechië: xx0005330
- Nationale bibliotheek van Australië: 35730445
- Nationale Bibliotheek van Israël: 987007261768705171
- Nederlandse Thesaurus van Auteursnamen: 069071292
- Système universitaire de documentation: 028856155
- Trove: 1061580
- Virtual International Authority File: 22163306
- WorldCat: E39PCjrhddWTtcc6vK4dyJBtrq